# 吉隆风毛菊
吉隆风毛菊（学名：Saussurea andryaloides），为菊科风毛菊属下的一个种。

## 扩展阅读
維基物種上的相關：吉隆风毛菊